# Гессіш-Ольдендорф
Гессіш-Ольдендорф (нім. Hessisch Oldendorf) — місто в Німеччині, розташоване в землі Нижня Саксонія на обох берегах річки Везер. Входить до складу району Гамельн-Пірмонт.
Площа — 120,39 км2. Населення становить 18 228 ос. (станом на 31 грудня 2021).